# 河西区
河西区是中华人民共和国天津市的市辖区，面积41.24平方公里，位于天津市区南部，因地处海河西岸而得名。天津市人民政府、天津商务区、友谊路金融街、天津市文化中心等都位于该区域内。与毗邻的和平区共享天津市区的区域核心和经济中心的称号。區人民政府駐紹興道4號。

## 历史

### 古代
北宋初年隶属河北东路沧州、清州管辖。金、元属靖海县。
明属静海县管辖，挂甲寺一带当时地处河东，隶属武清县大直沽里。万历三十年（1602年），保定巡抚汪应蛟在河西使大片土地，成为天津卫屯庄。清朝时属天津府静海县管辖。

### 近代

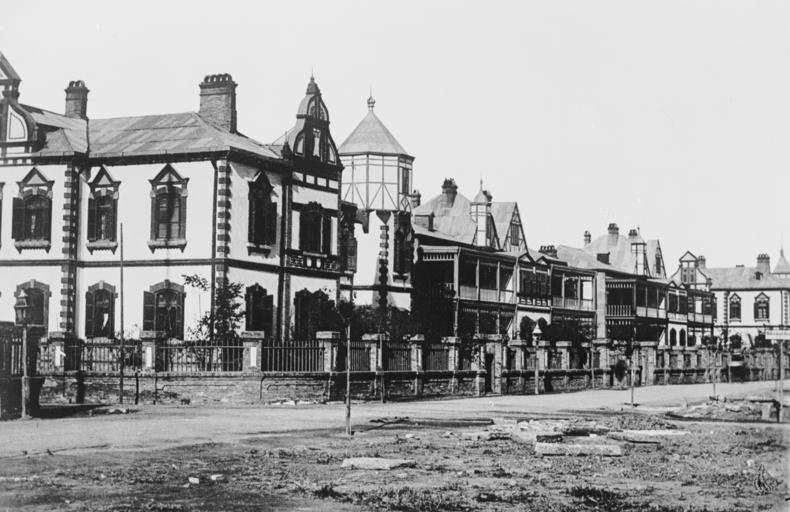
威廉街

光绪二十一年（1895年）九月十三日（10月30日），天津海关道盛宣怀、天津道李岷琛与德国领事司艮德签订《天津条约港租界协定》，允许德国在天津永久设立租界，天津德租界设立。德租界东临海河，北接美租界（今开封道东段），西至海大道（今大沽路），南自小刘庄之北庄外起顺小路（今琼州道）至海大道，占地1034亩。光绪二十六年（1900年）八国联军入侵，德國人乘機擴大租界。翌年，德国强迫清政府于六月初五（7月20日）与之签订《推广租界合同》。1902年，德租界将德军占据之地划入新界，总计占地2304亩。
清光绪二十八年（1902年），海河截弯取直，将原海河东岸区境内的挂甲寺、杨庄子等村截至海河西岸。
第一次世界大战爆发后，1917年8月14日中国政府宣布接收天津德租界，改为天津特别行政区一区（特一区）。德国战败後，德国政府声明承担《凡尔赛和约》中有关在华租界条款，中国政府正式将天津德租界收回。
1920年代，小白楼形成繁盛的商业区。当时有数千名俄国难民进入天津，由于天津俄租界已被取消，他们集中居住在英租界南端，今开封道、徐州道的西半部，以及毗邻的旧德租界义庆里、汝南里。小白楼地区形成白俄聚集区，外国侨民称之为“俄国城”。俄国侨民在这一区域开设西餐馆、俄国风味食品店、酒吧、服装店、美容店，此外还有犹太俱乐部等娱乐场所，满街俄文招牌。
天津市于1937年至1945年被日本占领，成立伪天津特别市公署。1941年，圣功学堂迁入马场道。1944年将六区、十区合并，仍称第六区。由于地处租界，小白楼并未受到抗日战争的影响，继续保持繁荣。

### 当代

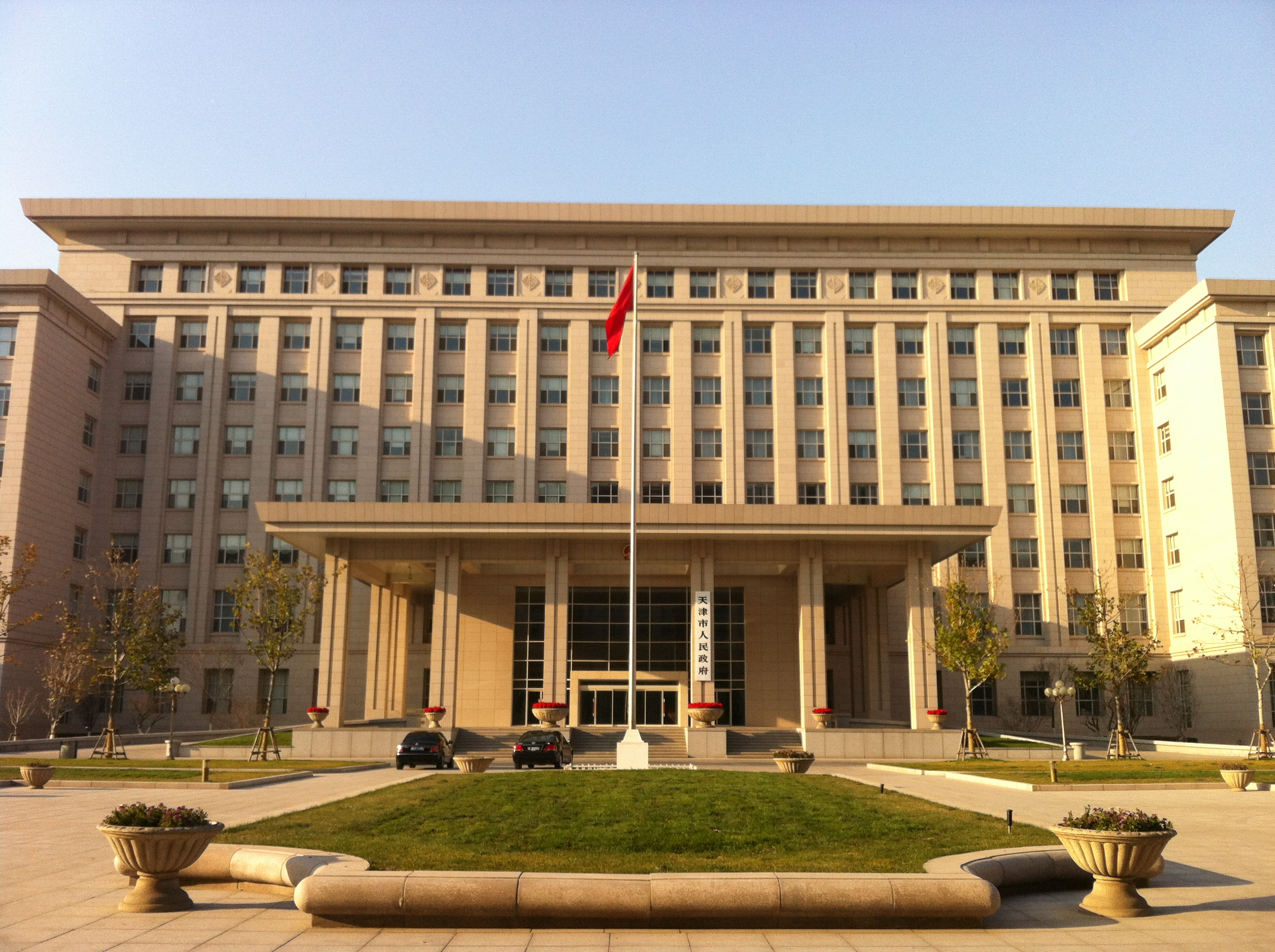
天津市人民政府

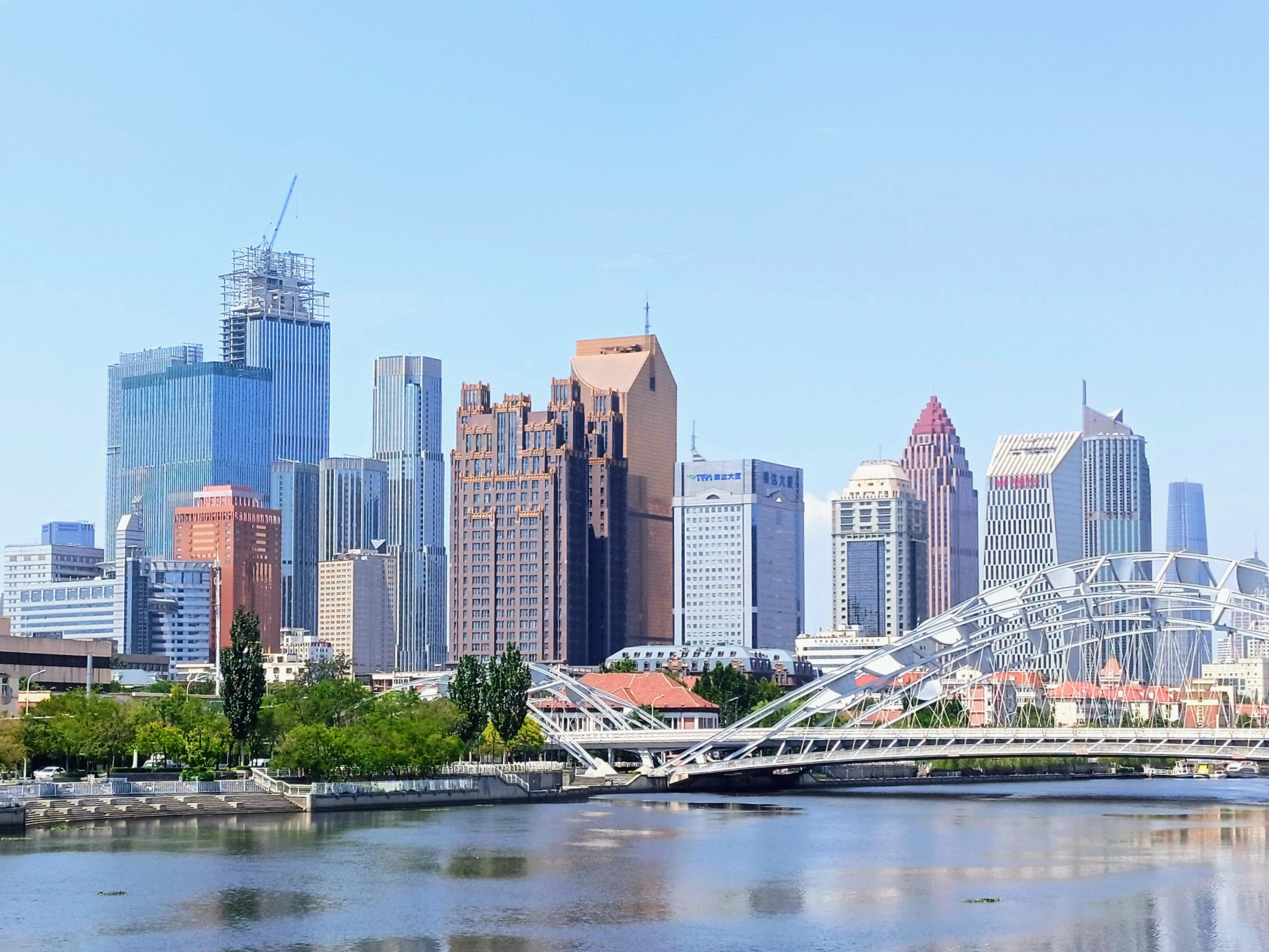
2023年的天津中央商务区

1950年代以后，大沽北路、开封道两条商业街交叉一带保留了近百家商店。1956年第六区改称为现河西区。1966年至1968年河西区改为红旗区。1976年，河西区在唐山大地震中受灾严重，天津德租界的建築物大多消失。1991年，天塔全面竣工，在当时为亚洲第一、世界第三高塔。
1993年以后，小白楼地区开始旧城改造，建成凯旋门大厦等商场、酒店。2000年10月22日，小白楼商业一条街开业。2008年，河西区被评为国家卫生区。2009年小白樓地区被确定为城市主中心，其具有深厚的历史文化底蕴和金融、商务办公、中高端商业等多种功能，是天津最具特色和国际化的商务中心。2010年天津市人民政府由和平区搬迁至河西區。天津市文化中心于2011年陆续建成，在2012年5月投入使用。2014年，河西区被评为全国文明城市。

## 地理

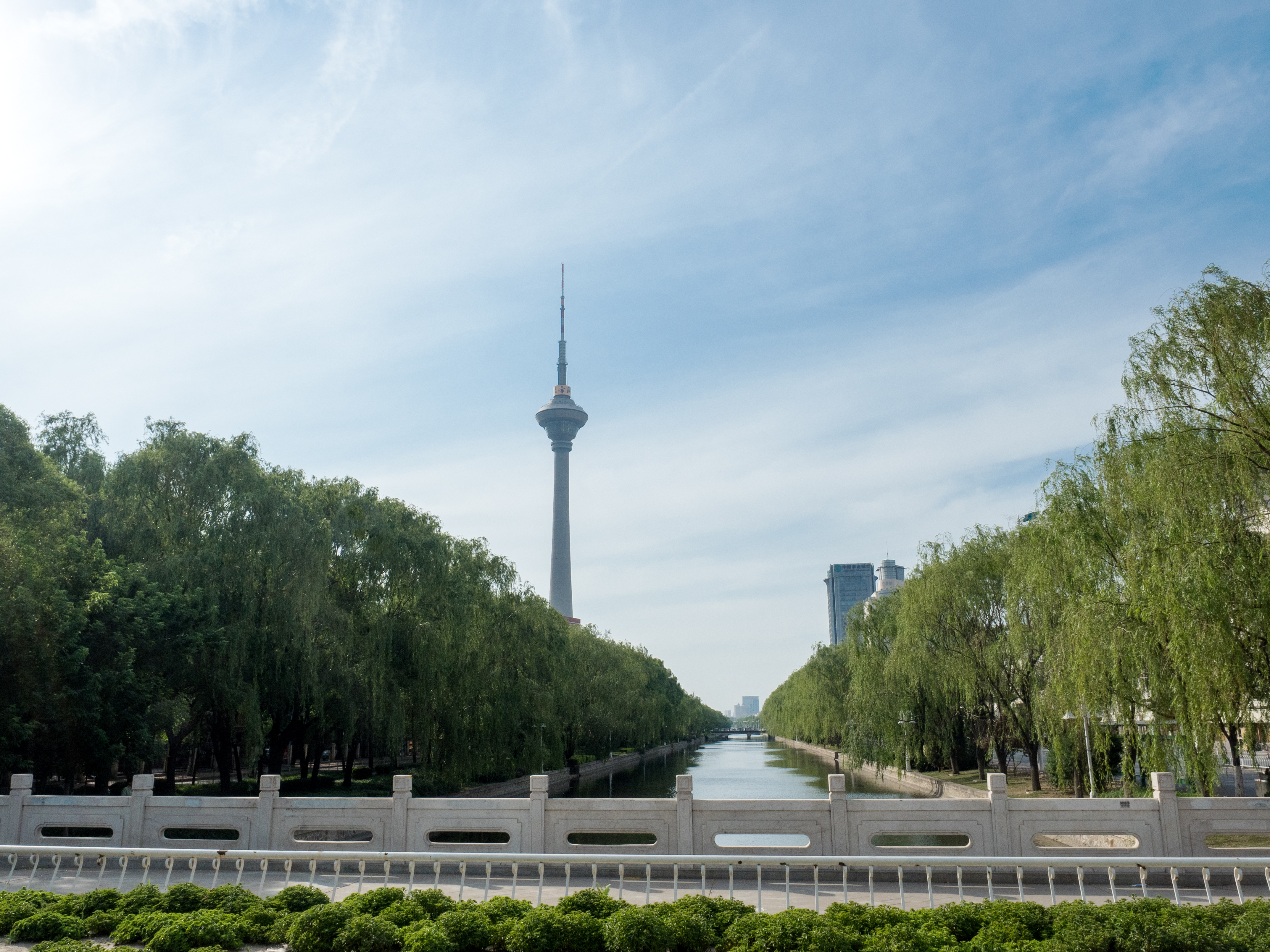
天津广播电视塔与卫津河

河西区东临海河与河东区相望，西迄卫津南路、卫津河与南开区、西青区交界，南沿双林农场引水河与津南区毗邻，北抵徐州道、马场道、津河与和平区接壤。河西区地势平坦，有海河、津河、复兴河、卫津河河道过境。属暖温带半湿润季风性气候，季风显著，四季分明，降水集中，雨热同季。

## 旅游休闲

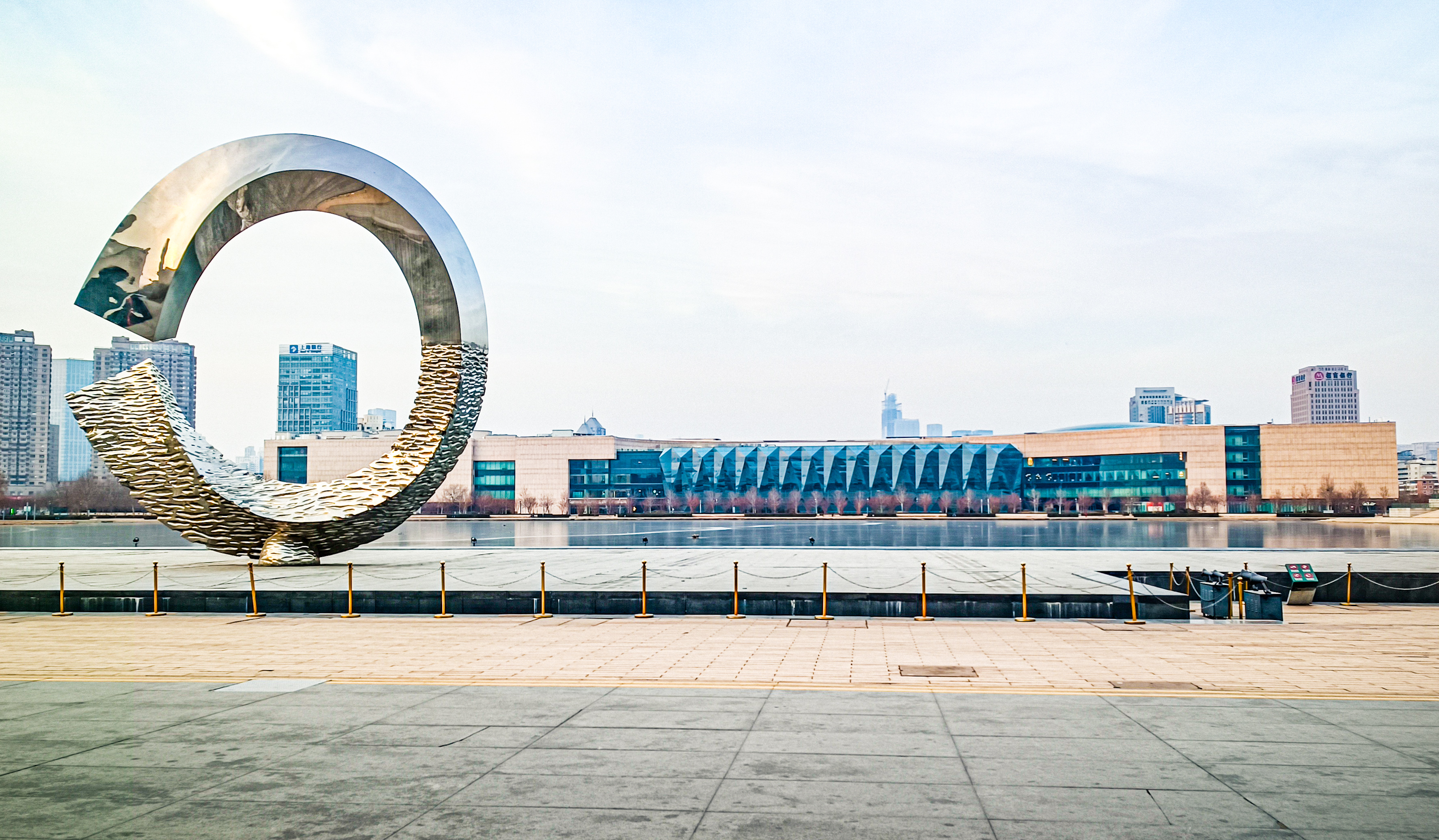
天津市文化中心

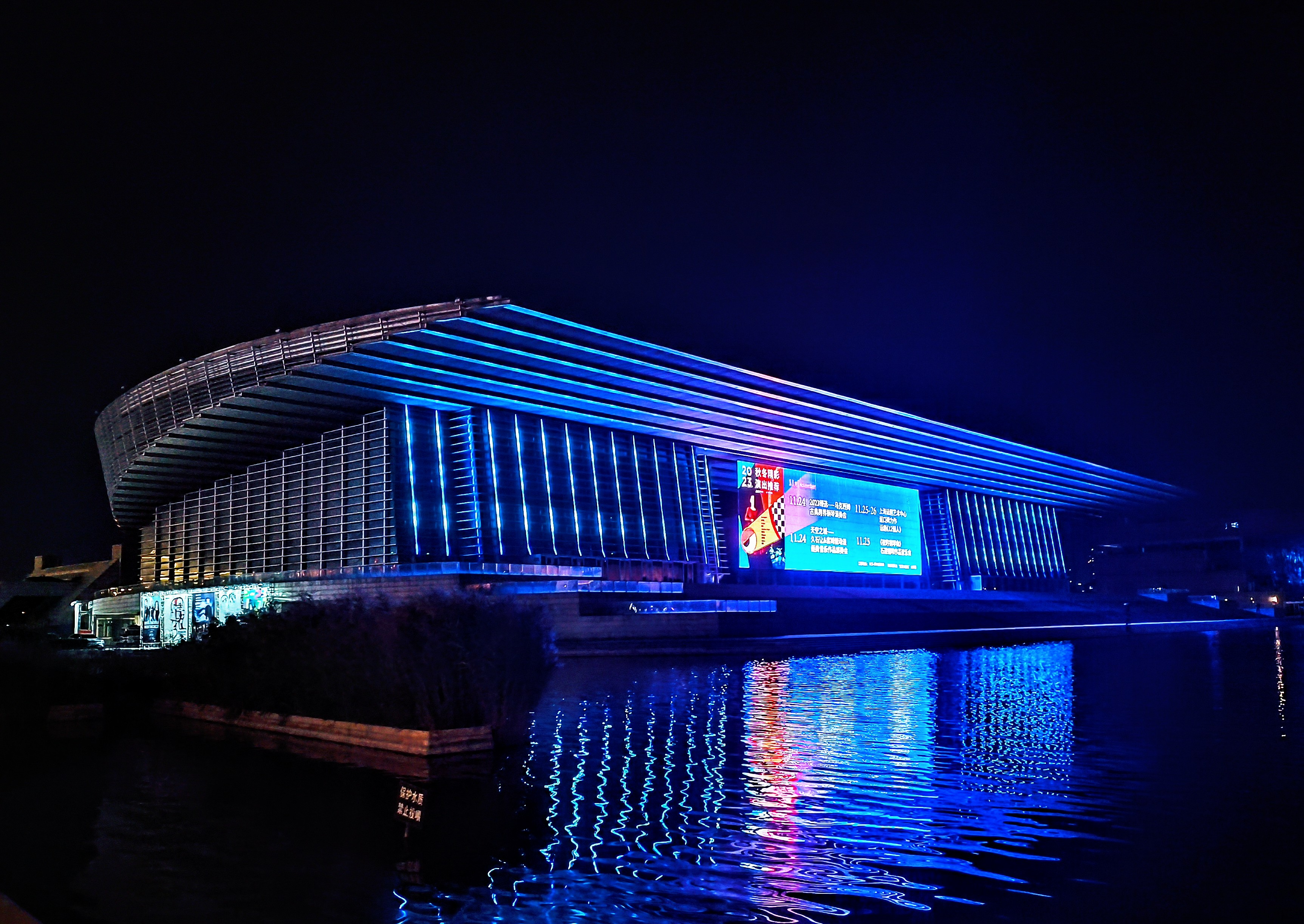
天津大剧院

### 景点
- 天津市文化中心

天津市文化中心是位于天津市河西区的市级行政文化中心。天津市文化中心四至范围为友谊路以东、隆昌路以西、乐园道以南、平江道以北的整个区域，总占地面积约90万平米，包括天津图书馆、天津博物馆、天津美术馆、天津大剧院、天津青少年活动中心、天津万象城等。
- 解放南路历史文化街区

解放南路历史文化街区是德式风格建筑为主要特色的多功能综合街区。由曲阜道、台儿庄路、琼州道、福建路、绍兴道、解放南路、解放北路合围而成，原为天津德租界。包括东光大楼、德国俱乐部、吴毓麟旧宅等。
- 天津广播电视塔
- 天津人民公园

### 全国重点文物保护单位

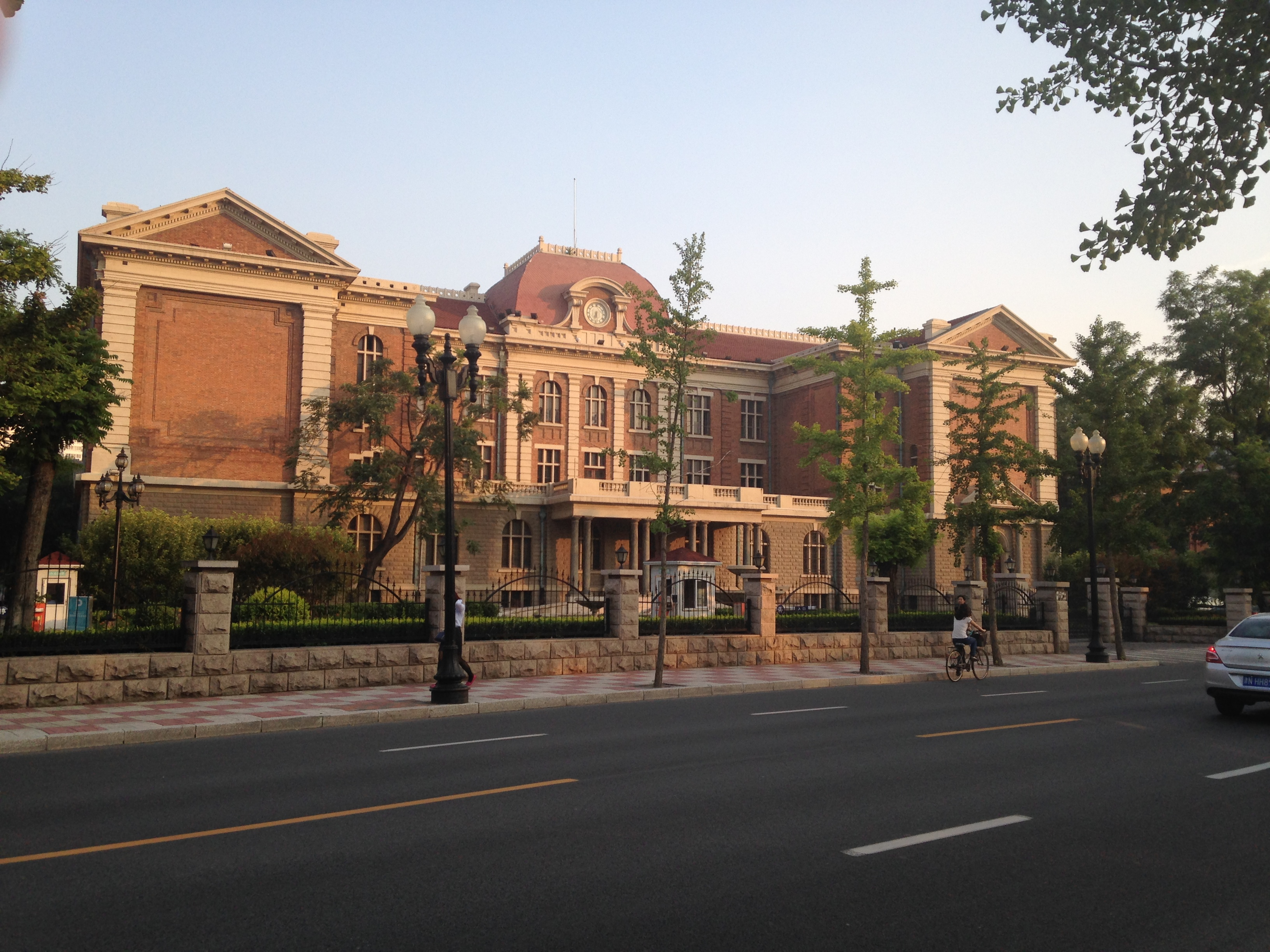
天津工商学院主楼

- 天津工商学院主楼旧址

### 公园

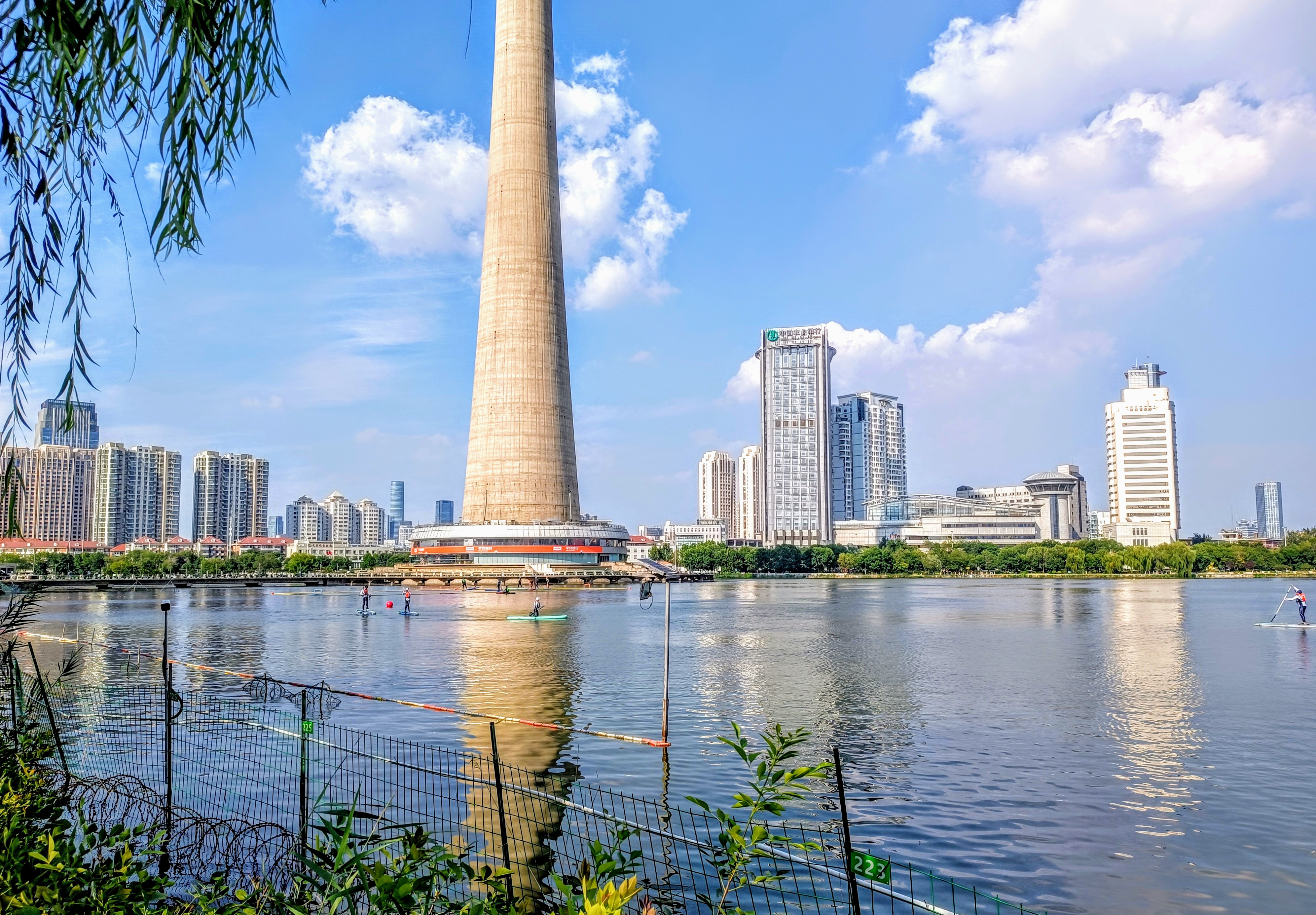
天津广播电视塔与天塔湖

人民公园、天塔湖、团结公园、天津湾公园、绿道公园、洞庭公园、曲江公园、珠江公园、太湖路公园、卫津河公园、佟楼文化公园、天财公园

## 行政区划

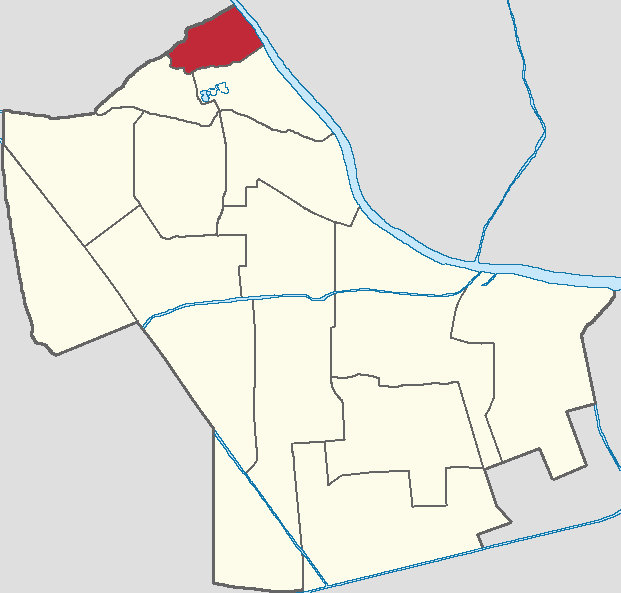
河西区行政区划图，红色地区为区政府所在地--大营门街道

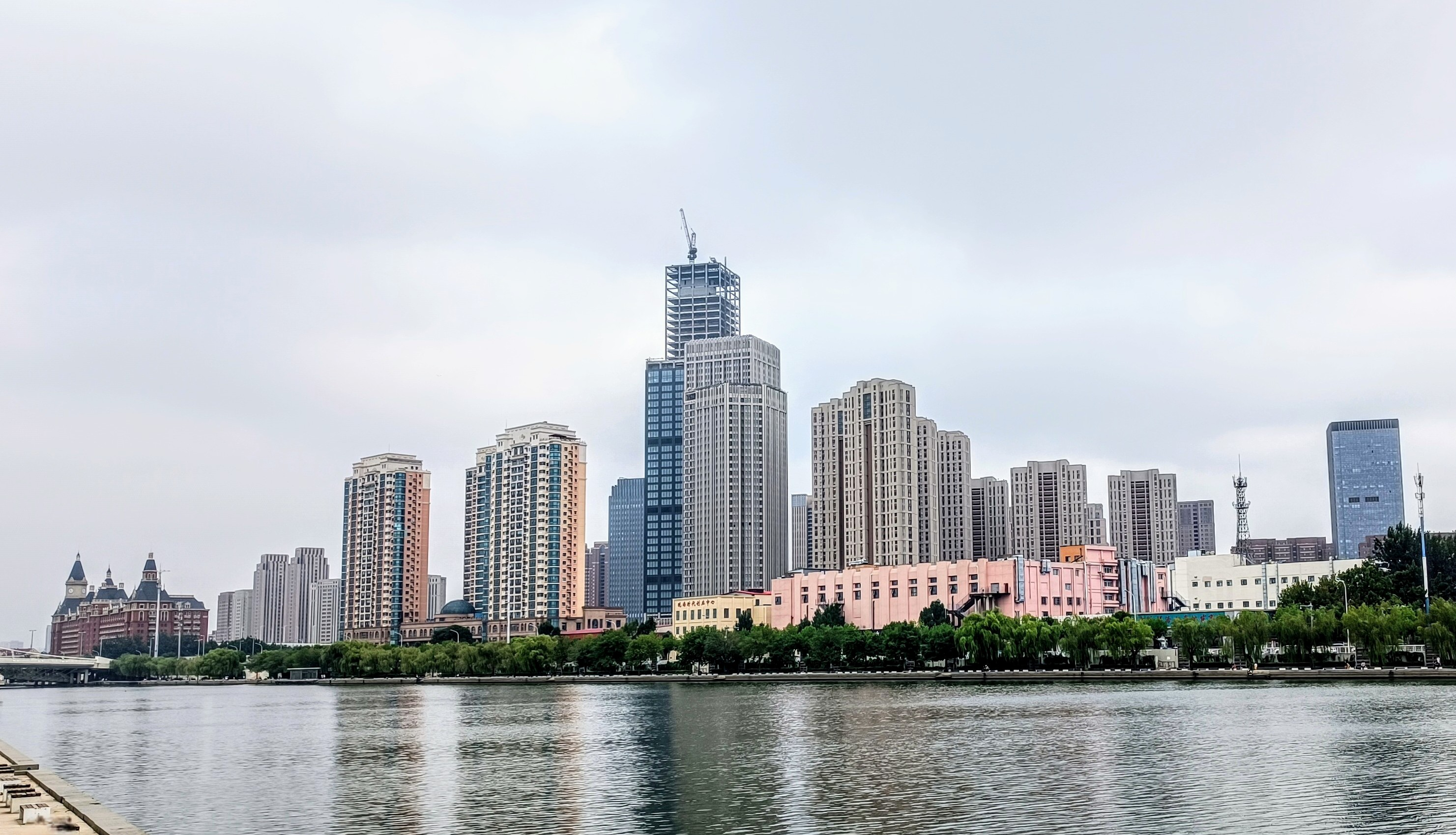
海河与陈塘庄街道

河西区现辖14个街道办事处、144个社区居委会、736个自然小区。
大营门街道、下瓦房街道、桃园街道、挂甲寺街道、马场街道、越秀路街道、友谊路街道、天塔街道、尖山街道、陈塘庄街道、柳林街道、东海街道、梅江街道和太湖路街道。
区划面积42平方公里，管辖面积48平方公里（解放南路以东部分地区原本不在河西区行政区划范围内，由河西区设立太湖路街道办事处进行管理）。
| 街道名称   | 人口 (2010) | 面积 (km2) |
| ---------- | ----------- | ---------- |
| 大营门街道 | 28,358      | 0.99       |
| 下瓦房街道 | 49,767      | 1.693      |
| 桃园街道   | 51,061      | 1.4        |
| 挂甲寺街道 | 88,190      | 2.63       |
| 马场街道   | 54,949      | 4.12       |
| 越秀路街道 | 76,409      | 3.69       |
| 友谊路街道 | 77,883      | 2.87       |
| 天塔街道   | 83,753      | 3.28       |
| 尖山街道   | 91,767      | 6.36       |
| 陈塘庄街道 | 59,256      | 5.9        |
| 柳林街道   | 101,679     | 4.2        |
| 东海街道   | 80,013      | 2.12       |
| 梅江街道   | 27,547      | 2.6        |
| 太湖路街道 | N/A         | 4.59       |

## 交通
- 天津地铁

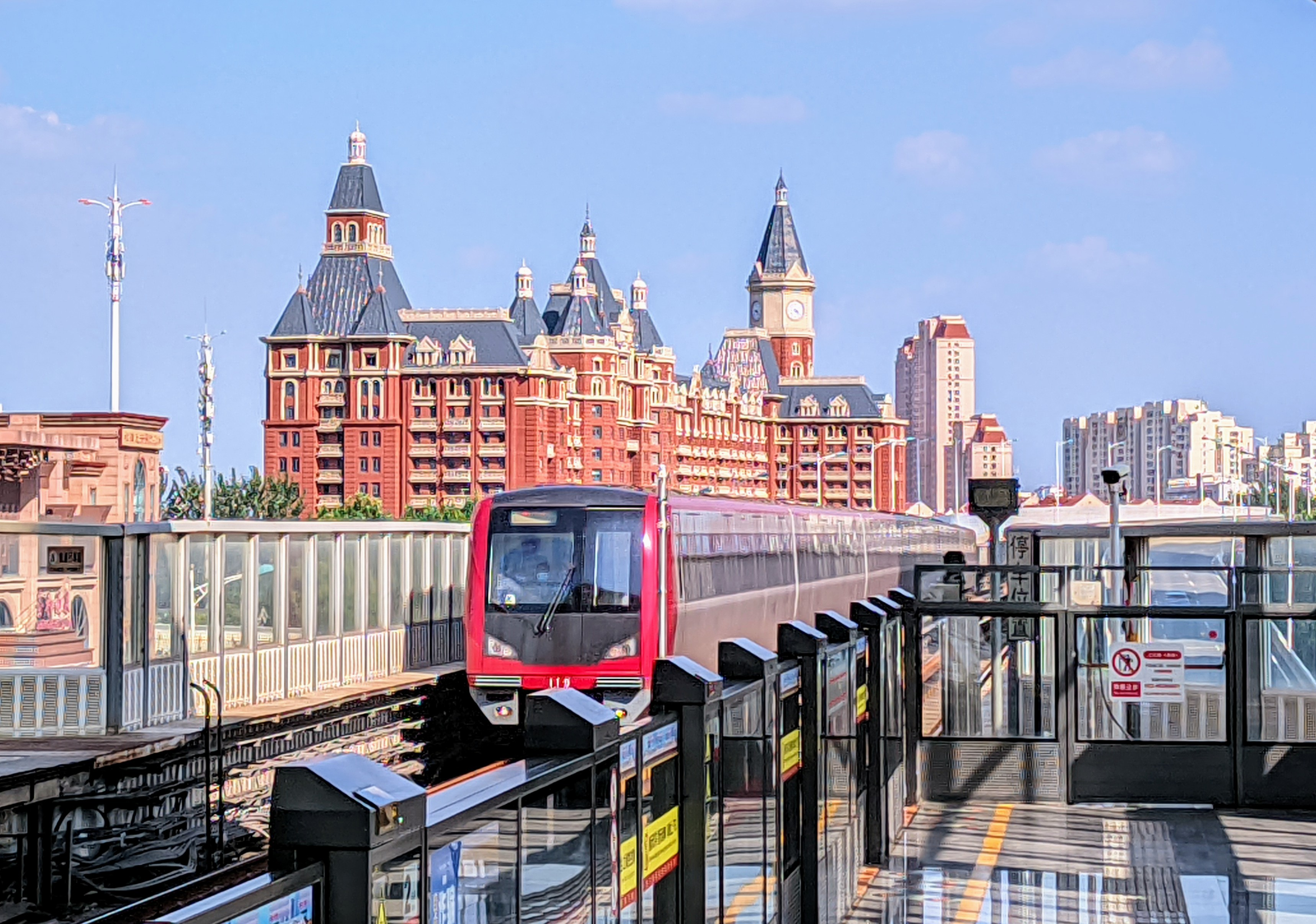
天津地铁1号线陈塘庄站

  -  █ 1号线 (小白楼、下瓦房、南楼、土城、陈塘庄、复兴门、华山里、财经大学、双林)
  -  █ 3号线 (吴家窑)
  -  █ 4号线 (徐州道)
  -  █ 5号线 (下瓦房、西南楼、文化中心、天津宾馆、肿瘤医院）
  -  █ 6号线 (肿瘤医院、天津宾馆、文化中心、乐园道、尖山路、医大二院、梅江道、左江道、梅江公园、梅江会展中心、解放南路、洞庭路、梅林路、渌水道)
  -  █ 8号线 (渌水道)
  -  █ 10号线 (友谊南路、南珠桥、春海路、玛钢厂、微山路、财经大学、柳林路)

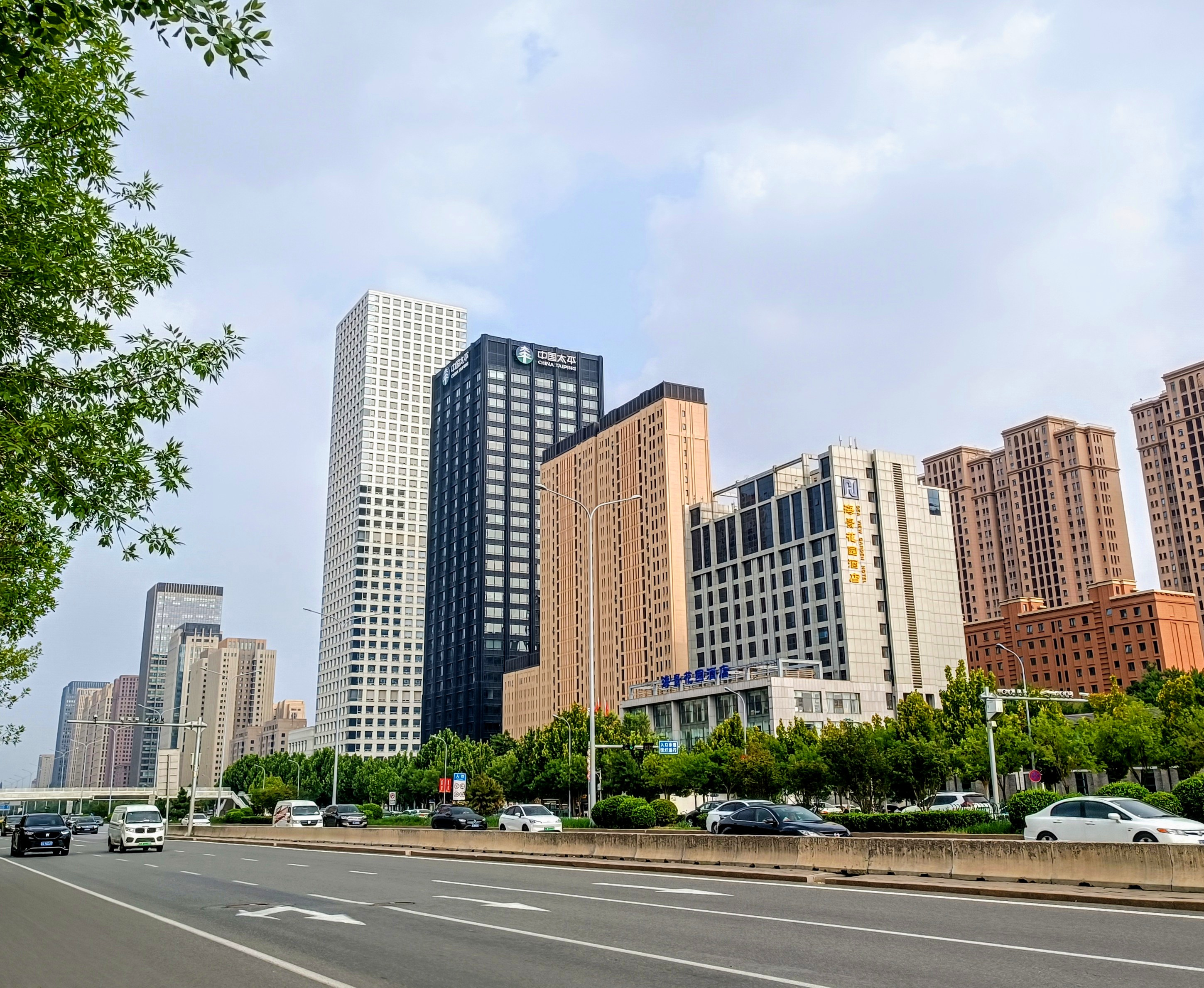
黑牛城道

  -  █ 11号线 (学苑北路、东江道)

## 社会

### 人口
根据(中国)天津市2020年第七次全国人口普查主要数据公报显示：河西区常住人口为822174人，男性占比48.89%，女性占比51.11%，年龄结构中0-14岁占比12.21%，15-59岁占比59.79%，60岁以上占比28%，65岁以上占比19.48%。

### 商业

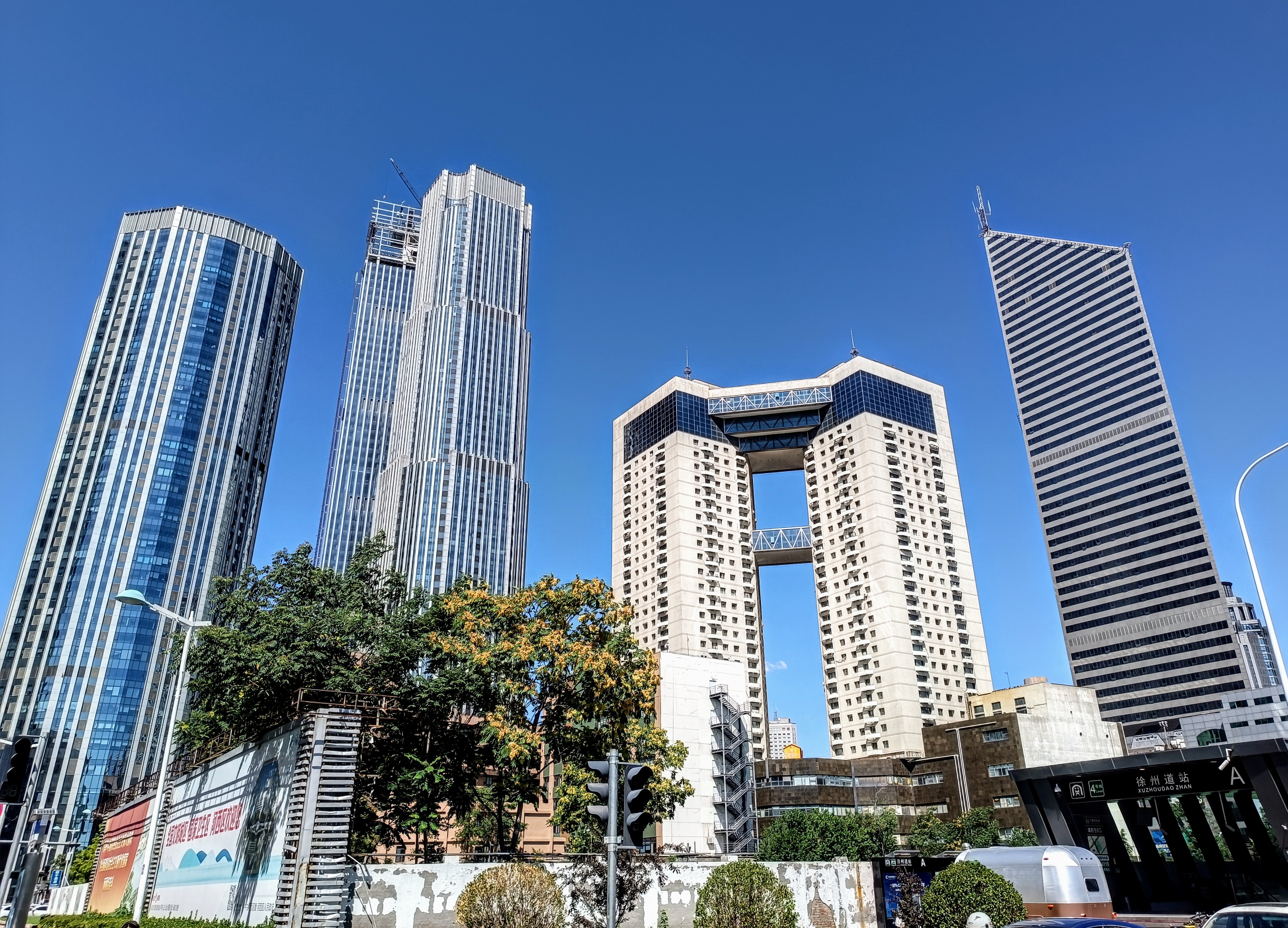
国贸与凯旋门大厦

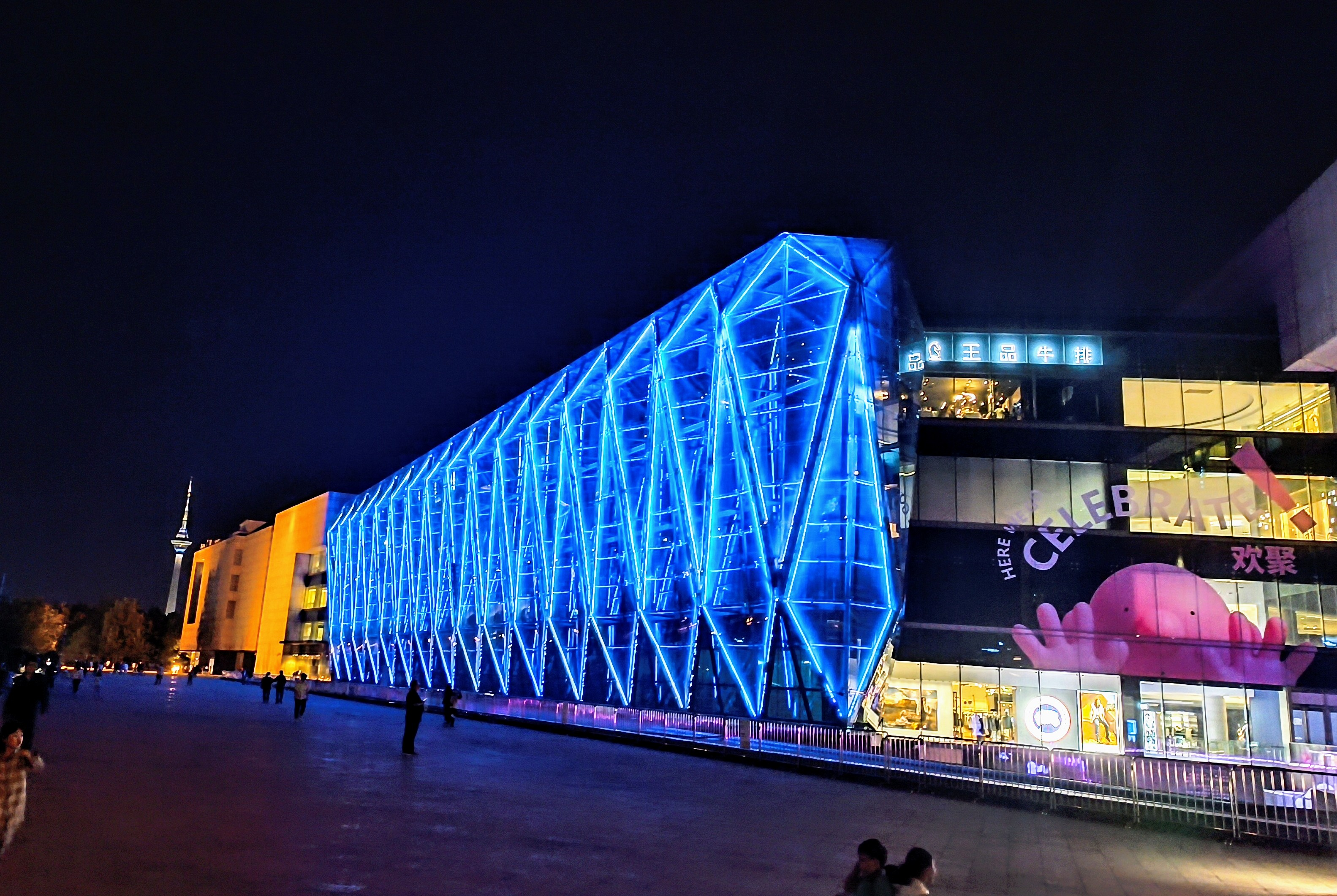
万象城

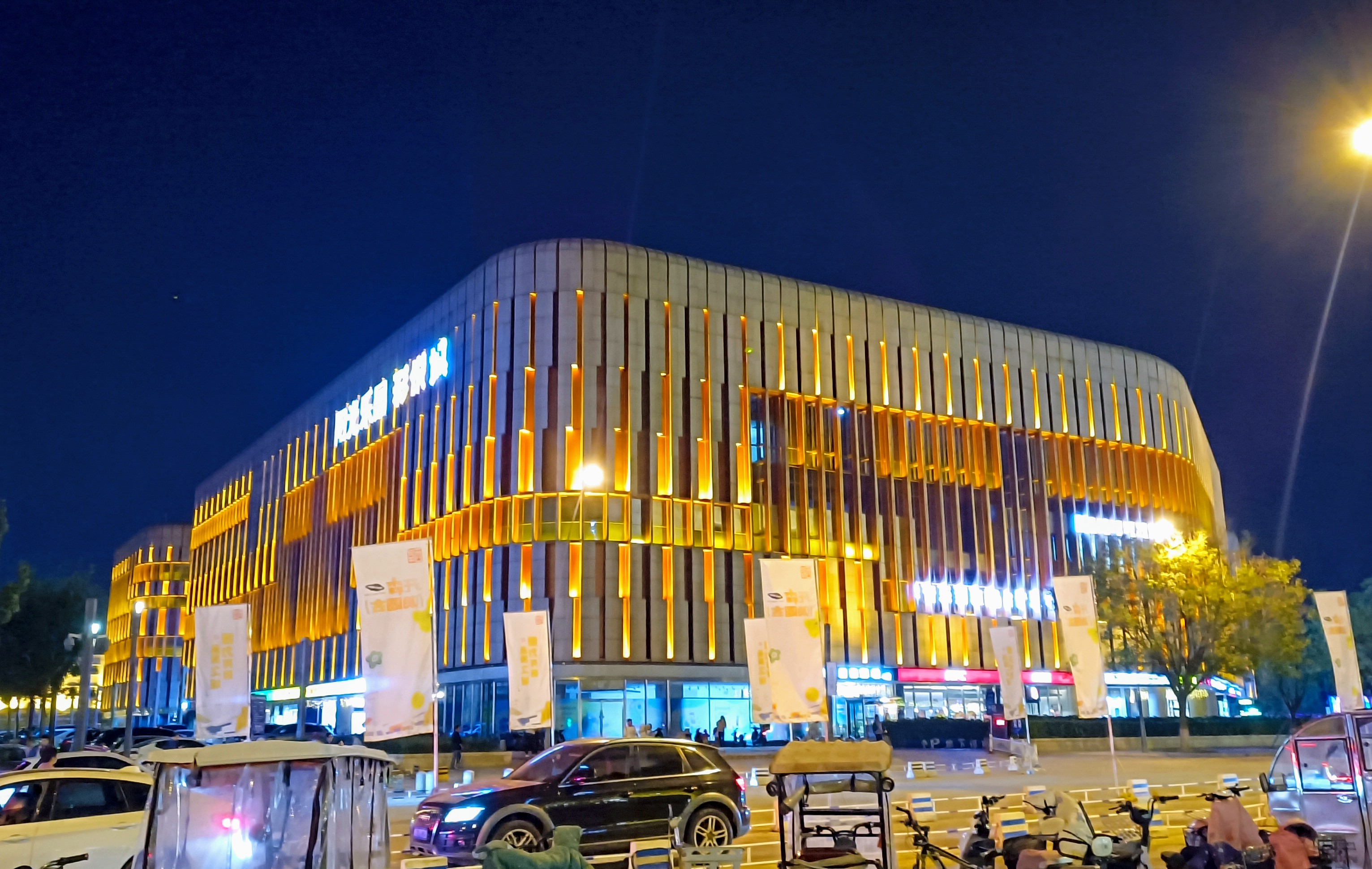
彩悦城

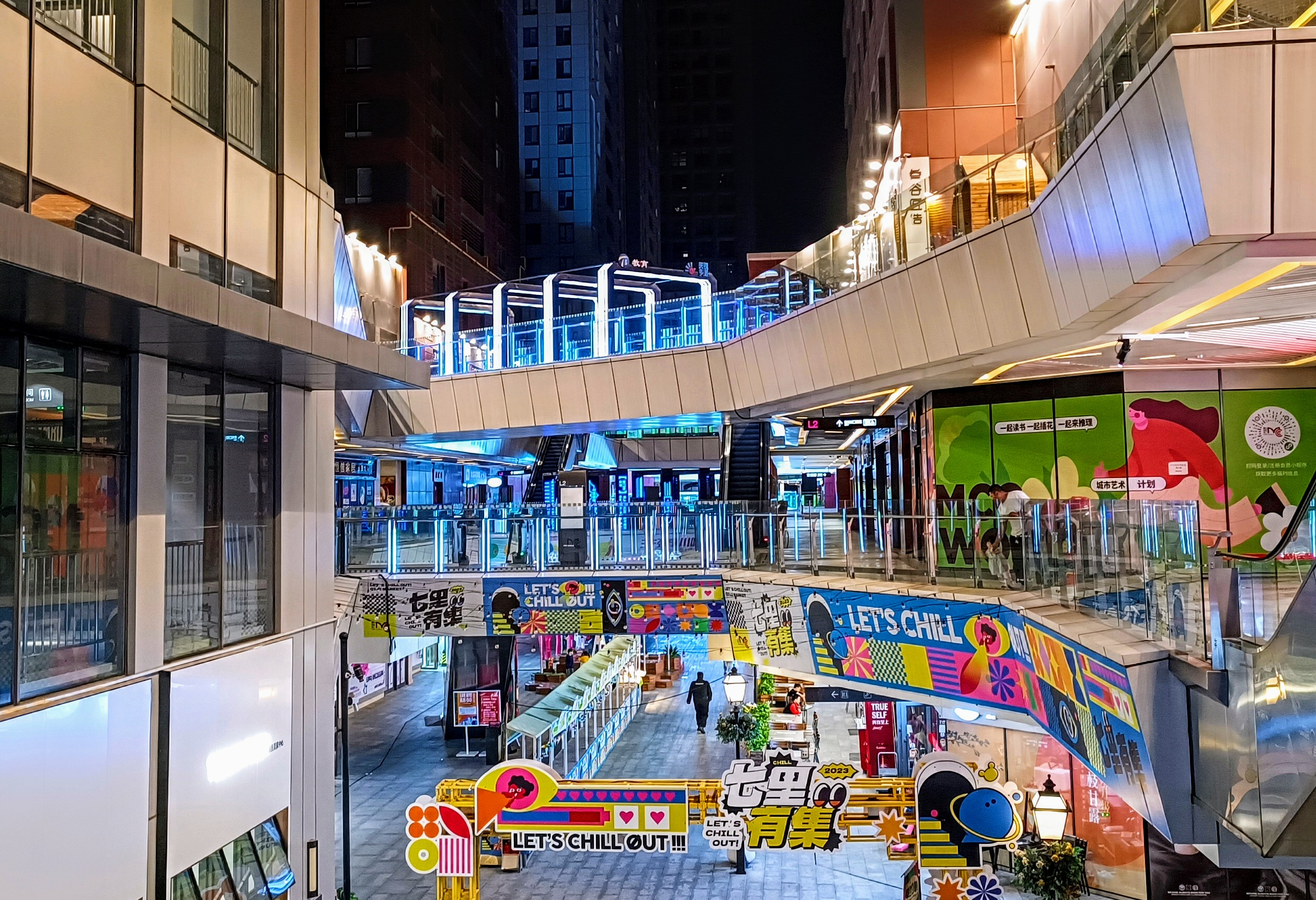
中冶和悦汇

#### 小白楼商圈
- 国贸购物中心

#### 围堤道大沽南路
凯德Mall、万象城、彩悦城、友谊路金融街、怡乐天地购物中心、新生活广场

#### 黑牛城道
中冶和悦汇、新业广场

#### 梅江
梅江商业区、大岛商业广场

### 医疗
天津医院、天津市儿童医院、天津市肿瘤医院、天津医科大学第二医院、天津市安定医院、天津市第四医院、信泰医院、河西瑞京医院、河西康复医院

## 教育

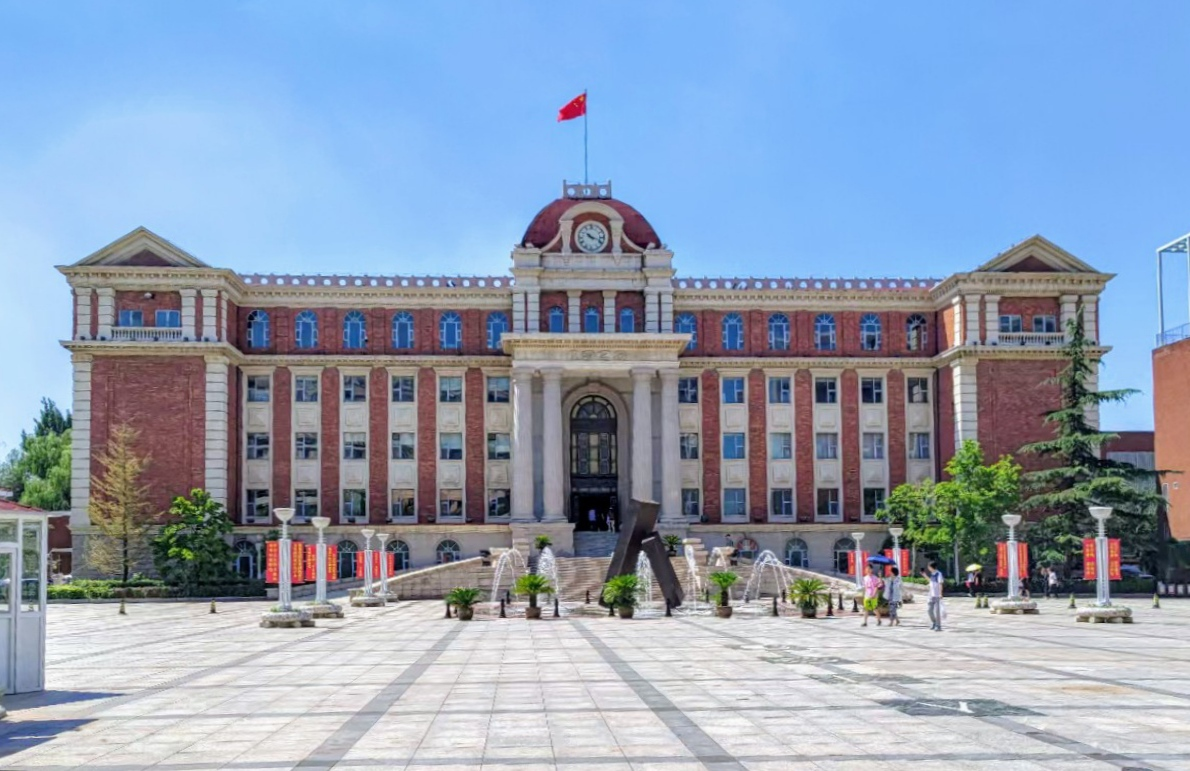
天津市实验中学主楼

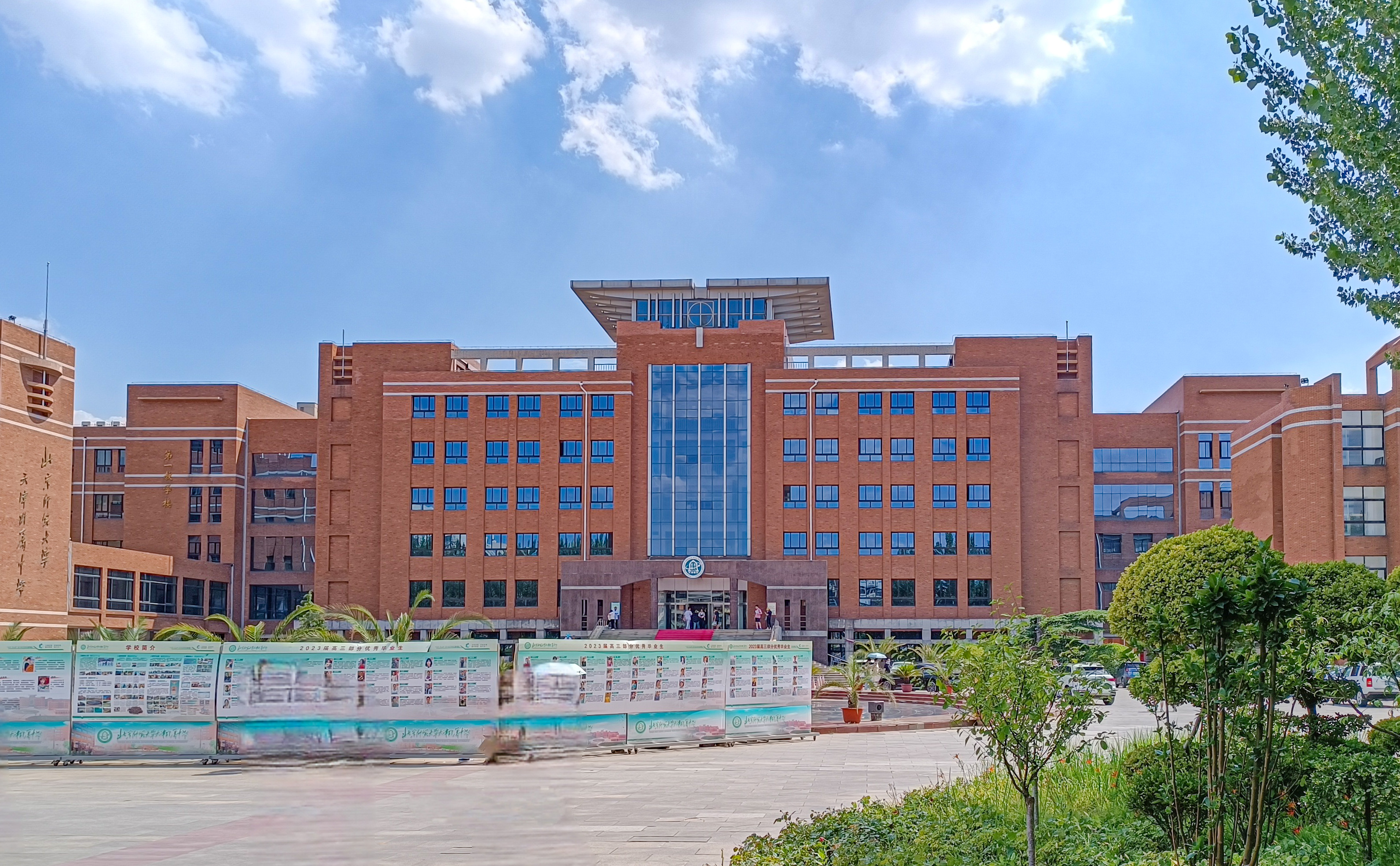
北京师范大学天津附属中学

### 大学
- 天津财经大学
- 天津科技大学
- 天津外国语大学
- 天津职业技术师范大学
- 天津体育学院

### 高中

#### 公立高级中学
新华中学、实验中学、第四中学、第二新华中学、第四十二中学、海河中学、北师大附中、第四十一中学、梧桐中学、觉民中学、微山路中学、卓越中学、梅江中学、培杰中学

#### 私立中学
自立中学、华星学校、海河博爱学校、梅江翔宇

### 小学&初中
| 学区片 | 小学 | 初级中学                                                                             |
| ------ | --- | ------------------------------------------------------------------------------------ |
| 一片   | 上海道小学、台湾路小学、闽侯路小学、湘江道小学、东楼小学、四号路小学、恩德里小学                                                                                                   | 新华中学、海河中学、觉民中学、卓越中学、田家炳中学、卓群中学                         |
| 二片   | 河西中心小学、马场道小学、平山道小学、梧桐小学、纯皓小学、师大附小、马场道小学、卫东路小学、水晶小学、名都小学、友谊路小学、纯真小学、南湖小学、中山小学、滨湖小学                 | 实验中学、梧桐中学、第四十一中学、滨湖中学、环湖中学、梅江中学                       |
| 三片   | 师大二附小、财大附小、全运村小学、新会道小学、梅苑小学、复兴小学、德贤小学、天职大附小、财大二附小、天津科技大学附属柳林小学、天职大附属珠江道小学、天津科技大学附属小学、土城小学 | 第四中学、第四十二中学、第二新华中学、双水道中学、枫林路中学、北师大附中、微山路中学 |

## 相关事件
- 天津市政府爆炸事件

## 内部链接
- 河西区 (三亚市)

## 相关链接
- 河西政务网 （页面存档备份，存于）